# August Ewerbeck

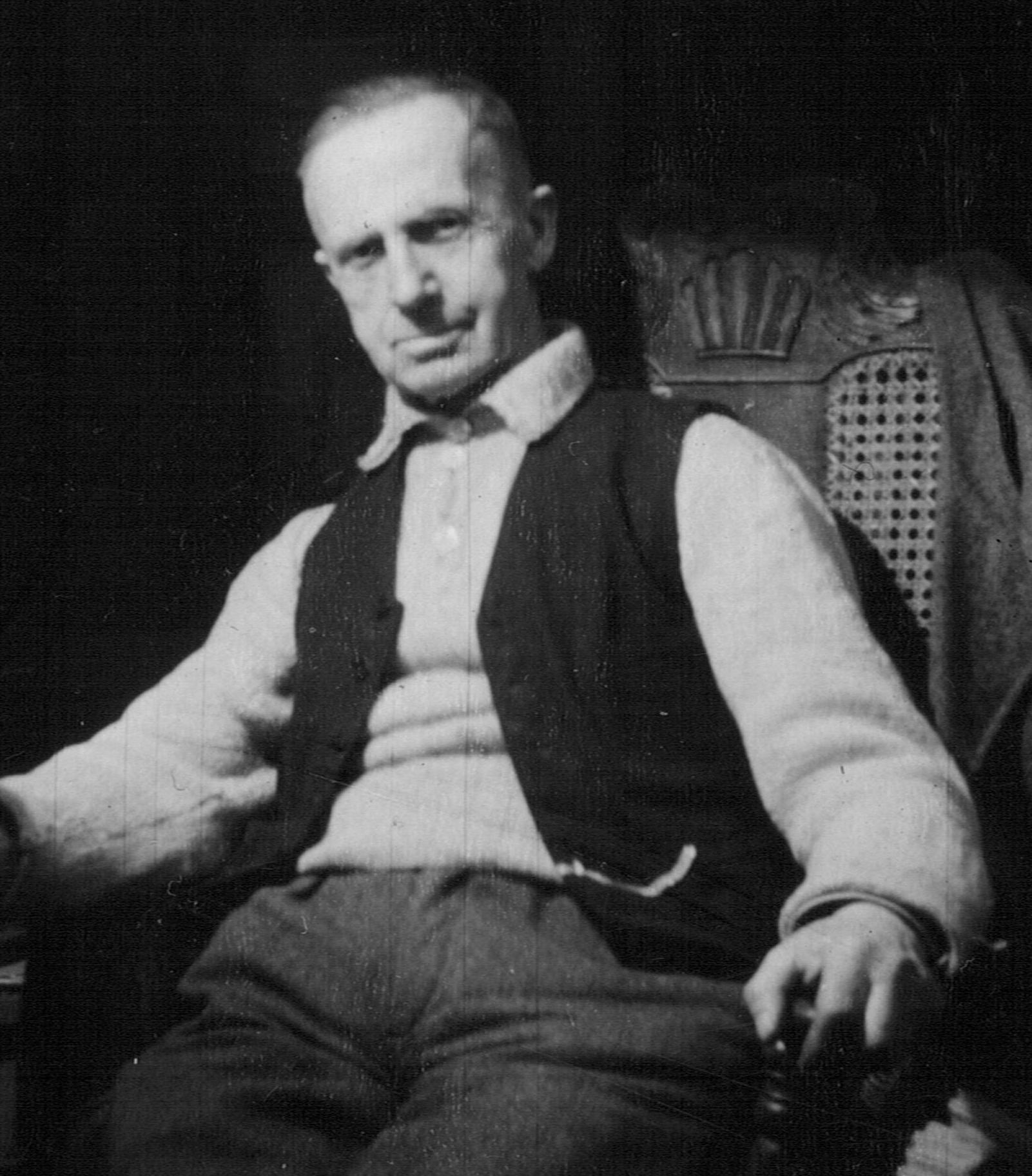
August Ewerbeck, Foto: um 1950

August Ewerbeck (* 7. April 1875 in Brake in Lippe; † 21. Mai 1961 ebenda) war ein deutscher Kunstmaler.
Ewerbeck wurde auf dem ehemaligen Freihof des Amtsmannes Ernst Casimir Wasserbach in Brake geboren. Hier wuchs er mit seiner Schwester Maria (1877–1960) und zehn weiteren Geschwistern auf.
Ewerbeck studierte Malerei von 1904 bis 1906 an der Kunstakademie Karlsruhe bei Otto Ubbelohde, von 1909 bis 1910 an der Slade School of Fine Art in London. 1911 war er Schüler von Lovis Corinth in Berlin. Er arbeitete ab 1915 als Maler in Hannover und lebte ab 1933 bis zu seinem Tode auf dem elterlichen Hof in Brake.
Den Schwerpunkt seines Schaffens bildeten Porträts, Landschaften und Stillleben, geprägt von seiner impressionistischen Schulung. Werke des Künstlers befinden sich unter anderem im Lippischen Landesmuseum in Detmold.